# Hot Stuff (chanson de Donna Summer)
Pour les articles homonymes, voir Hot Stuff.
Singles de Donna Summer
Heaven Knows
(1978) Bad Girls
(1979)
Pistes de Bad Girls
Bad Girls
(2)
Hot Stuff est une chanson de la chanteuse américaine Donna Summer sortie en avril 1979 sur le label Casablanca Records. Il s'agit du premier single extrait de son septième album studio Bad Girls (1979).

## Historique
Jusque-là, Summer était principalement associée à des chansons disco, mais Hot Stuff montre également d'importantes influences rock, y compris un solo de guitare de Jeff Baxter, ex-guitariste des groupes Steely Dan et Doobie Brothers. Il s'agit d'un des titres les plus populaires de Summer, d'après ses résultats au Billboard Hot 100.

## Réception

### Accueil critique
Pour le magazine Billboard, Hot Stuff a une « forte connotation R&B » et la voix de Summer est « enflammée » et pour Cash Box, la chanson « a une nouveauté excitante dans son son rock/disco » avec « des power chords de guitare, des lignes de synthétiseur intéressantes et une voix inhabituelle de Summer ». Le magazine Record World l'a qualifiée de « splendide morceau de rock disco ».
La chanson a été classée à la 104e position sur la liste du magazine Rolling Stone des « 500 plus grandes chansons de tous les temps ».

### Accueil commercial
Hot Stuff s'est retrouvée en tête de nombreux classements de meilleures ventes de singles dès sa sortie et est certifiée disque de platine en Amérique du Nord. La chanson a également atteint la première place du classement américain Disco Action, avec le single suivant, Bad Girls, en tant que face A double. Hot Stuff est devenue la septième chanson la plus populaire de l'année 1979 aux États-Unis. En France, le single se vend à 317 000 exemplaires.

### Récompense
Hot Stuff a valu à Donna Summer le Grammy Award de la meilleure chanteuse rock en 1980, l'année où ce prix a été décerné pour la première fois.

## Dans la culture populaire
En 1997, Hot Stuff est devenue une chanson mémorable grâce au film The Full Monty. En 2015, elle est présente dans un autre film, Seul sur Mars de Ridley Scott.

## Formats et liste des pistes
| A. | Hot Stuff                           | 3:47 |
| B. | Journey to the Centre of Your Heart | 3:49 |

| A. | Hot Stuff                           | 6:45 |
| B. | Journey to the Centre of Your Heart | 4:37 |

## Classements et certifications
| Classement (1979–1980)                 | Meilleure position |
| -------------------------------------- | ------------------ |
| Allemagne de l'Ouest (Media Control)   | 5                  |
| Australie (Kent Music Report)          | 1                  |
| Autriche (Ö3 Austria Top 40)           | 3                  |
| Belgique (Flandre Ultratop 50 Singles) | 8                  |
| Canada (RPM Top Singles)               | 1                  |
| Canada (RPM Adult Contemporary)        | 1                  |
| Canada (RPM Dance/Urban)               | 1                  |
| Espagne (AFYVE)                        | 14                 |
| États-Unis (Hot 100)                   | 1                  |
| États-Unis (National Disco Action)     | 1                  |
| États-Unis (Hot Soul Singles)          | 3                  |
| Finlande (Suomen virallinen lista)     | 7                  |
| France (IFOP)                          | 10                 |
| Irlande (Irish Singles Chart)          | 14                 |
| Italie (Musica e dischi)               | 2                  |
| Japon (Oricon Singles Chart)           | 17                 |
| Japon (Oricon International Chart)     | 1                  |
| Norvège (VG-lista)                     | 2                  |
| Nouvelle-Zélande (RMNZ)                | 7                  |
| Pays-Bas (Nederlandse Top 40)          | 14                 |
| Pays-Bas (Nationale Hitparade)         | 21                 |
| Royaume-Uni (UK Singles Chart)         | 11                 |
| Suède (Sverigetopplistan)              | 2                  |
| Suisse (Schweizer Hitparade)           | 1                  |

| Classement (2012)              | Meilleure position |
| ------------------------------ | ------------------ |
| Royaume-Uni (UK Singles Chart) | 111                |
| France (SNEP)                  | 47                 |

| Classement (1979)                    | Position |
| ------------------------------------ | -------- |
| Allemagne de l'Ouest (Media Control) | 17       |
| Australie (Kent Music Report),       | 17       |
| Autriche (Ö3 Austria Top 40)         | 13       |
| Belgique (Flandre Ultratop 50)       | 55       |
| Canada Top Singles (RPM)             | 18       |
| États-Unis (Hot 100)                 | 7        |
| États-Unis (Cash Box Top 100)        | 14       |
| France (IFOP)                        | 42       |
| Suisse (Schweizer Hitparade)         | 14       |

| Classement (1958–2018) | Position |
| ---------------------- | -------- |
| États-Unis (Hot 100)   | 87       |

### Certifications
| Région                                                                         | Certification | Ventes/Streams |
| ------------------------------------------------------------------------------ | ------------- | -------------- |
| Canada (Music Canada)                                                          | Platine       | 150 000^       |
| États-Unis (RIAA)                                                              | Platine       | 2 000 000^     |
| Italie (FIMI) ventes depuis 2009                                               | Or            | 35 000‡        |
| Royaume-Uni (BPI)                                                              | Argent        | 250 000^       |
| ^Mise en rayon selon la certification ‡ventes/streaming selon la certification |               |                |

## Version de Kygo
Singles par Kygo
What's Love Got to Do with It
(2020) Gone Are the Days
(2021)
Singles par Donna Summer
Hot Stuff 2018
(2018)
Clip vidéo
[vidéo] « Hot Stuff », sur YouTube
Hot Stuff a été remixée par le disc jockey norvégien Kygo et a été sortie en tant que single le 18 septembre 2020,.

### Contexte et sortie
Dans un communiqué de presse, Kygo a indiqué que Donna Summer était l'une de ses artistes préférés de tous les temps en raison de « son catalogue brillant » et de « sa voix inégalée ». Il espère que cette version continuera d'apporter la joie que procure la piste originale.

### Clip
Un clip musical pour accompagner la sortie de Hot Stuff a été publiée pour la première fois sur YouTube le 17 septembre 2020. Le clip est produit par Bo Webb, mettant en vedette les acteurs Madelyn Cline et Chase Stokes. Le clip détaille un amour florissant entre les deux alors qu'ils dansent toute la nuit au milieu de teintes bleues et violettes.

### Crédits
Crédits adaptés depuis Tidal.
- Kygo – producteur, interprète associé
- Donna Summer – interprète associé
- Harold Faltermeyer – composition, paroles
- Keith Forsey – composition, paroles
- Pete Bellotte – composition, paroles
- Randy Merrill (en) – ingénieur en mastering
- Serban Ghenea – ingénieur en mixage

### Classements
| Classement (2020–21)                    | Meilleure position |
| --------------------------------------- | ------------------ |
| Allemagne (GfK Entertainment)           | 74                 |
| Australie (ARIA Dance)                  | 16                 |
| Belgique (Flandre Ultratip 100)         | 1                  |
| Belgique (Flandre Ultratop 50 Dance)    | 21                 |
| Belgique (Wallonie Ultratop 50 Singles) | 7                  |
| Belgique (Wallonie Ultratop 50 Dance)   | 2                  |
| Canada (Digital Songs)                  | 24                 |
| CEI (Tophit)                            | 156                |
| Croatie (HRT)                           | 12                 |
| États-Unis (Digital Songs)              | 18                 |
| États-Unis (Hot Dance/Electronic Songs) | 9                  |
| Europe (Euro Digital Songs)             | 6                  |
| France (SNEP)                           | 138                |
| France (SNEP Ventes)                    | 18                 |
| France (SNEP Radio)                     | 2                  |
| Global 200 (Billboard)                  | 117                |
| Hongrie (Rádiós Top 40)                 | 25                 |
| Hongrie (Single Top 40)                 | 12                 |
| Mexique (Mexico Airplay)                | 26                 |
| Mexique (Mexico Inglés Airplay)         | 10                 |
| Norvège (VG-lista)                      | 23                 |
| Pays-Bas (Nederlandse Tipparade)        | 7                  |
| Pays-Bas (Single Top 100)               | 120                |
| Roumanie (Airplay 100)                  | 96                 |
| Slovaquie (IFPI Rádio)                  | 4                  |
| Suède (Sverigetopplistan)               | 25                 |
| Suisse (Schweizer Hitparade)            | 27                 |
| Suisse (Charts Romandie)                | 6                  |

| Classement (2020)                       | Position |
| --------------------------------------- | -------- |
| États-Unis (Hot Dance/Electronic Songs) | 83       |

| Classement (2021)            | Position |
| ---------------------------- | -------- |
| Belgique (Wallonie Ultratop) | 42       |